# 陸承武
陸承武（？—？）字紹文，安徽蒙城人，陆建章的兒子，中華民國軍事將領。

## 生平
陸承武早年入日本陸軍士官學校，是徐树铮的同学。
護國戰爭爆发後的1916年（民国5年）1月，陈树藩任陝北鎮守使（兼任渭北剿匪总司令）。5月，陝西将軍陆建章派陝西第1混成旅旅長陆承武赴渭北巡防。1916年5月5日，陆承武率部来到富平县。驻富平的陈树藩旅的游击营营长胡景翼和民党刘守中、张义安、鄧寶珊等反陆。5月6日凌晨2时，胡景翼命令一连进攻陆承武所驻的书院，二连夺取县衙门，此次行动活捉了陆承武，此即富平事变。5月6日，陈树藩接到了胡景翼成功偷袭陆承武的报告，得知胡景翼已活捉陆承武，并歼灭了全部“中坚团”。5月8日，陈树藩亲自来到富平，护国军将领齐聚富平，拥护陈树藩为首领。5月9日，陈树藩以“西北护国军总司令”的名义通电全中国，宣布陕西独立，并派兵经高陵区、临潼区进军西安市以东。陈树藩以交还陸承武作为条件，换取陆建章将陝西省的统治权交给了陳樹藩，随后陸建章逃回北京。
1918年6月14日，陆建章在天津遭到徐树铮殺害。1924年2月11日，陸承武获授将军府将军。1925年12月，國民軍總司令冯玉祥密令张之江捕殺了徐树铮，報了殺舅之仇，實為爭奪地盤。事後，由陸承武發出通電，自承杀害徐树铮、借報殺父之仇。